# Verrucosa lata
Verrucosa lata Lise, Kesster & Silva, 2015 è un ragno appartenente alla famiglia Araneidae.

## Etimologia
Il nome della specie deriva dall'aggettivo latino latus, -a, -um, che significa ampio, spazioso, largo e si riferisce allo spessore dell'addome.

## Caratteristiche
L'olotipo femminile rinvenuto ha lunghezza totale è di 8,70mm; la lunghezza del cefalotorace è di 3,75mm; e la larghezza è di 3,00mm.

## Distribuzione
La specie è stata reperita nel Brasile occidentale: l'olotipo femminile è stato rinvenuto nella Reserva Extrativista de Catuaba, ad alcuni Km da Rio Branco, appartenente allo stato dell'Acre.

## Tassonomia
Al 2015 non sono note sottospecie e non sono stati esaminati nuovi esemplari.